# Saint-Lubin-des-Joncherets
Saint-Lubin-des-Joncherets é uma comuna francesa na região administrativa do Centro, no departamento Eure-et-Loir. Estende-se por uma área de 14,48 km². Em 2010 a comuna tinha 4 066 habitantes (densidade: 280,8 hab./km²).